# Соколово (Каменский район)
Соколово — село в Каменском районе Алтайского края России. Входит в состав Столбовского сельсовета.

## География
Село находится в северо-западной части Алтайского края, на правом берегу Новосибирского водохранилища, на расстоянии примерно 19 километров (по прямой) к северу от города Камень-на-Оби, административного центра района. Абсолютная высота — 115 метров над уровнем моря.

Климат континентальный, средняя температура января составляет −19,7 °C, июля — 18,9 °C. Годовое количество атмосферных осадков — 360 мм.

## История
Основано в 1650 году. В 1928 году деревня Соколова состояла из 154 хозяйства, основное население — русские. Центр Соколовского сельсовета Каменского района Каменского округа Сибирского края.

## Население
| 1926 | 1997 | 1998 | 1999 | 2000 | 2001 | 2002 |
| ---- | ---- | ---- | ---- | ---- | ---- | ---- |
| 581  | ↘6   | ↘5   | ↗6   | ↘5   | ↘3   | →3   |
| 2003 | 2004 | 2005 | 2006 | 2007 | 2008 | 2009 |
| →3   | →3   | ↗4   | →4   | →4   | →4   | →4   |
| 2010 | 2011 | 2012 | 2013 |      |      |      |
| ↘3   | ↗4   | →4   | ↘3   |      |      |      |

Согласно результатам переписи 2002 года, в национальной структуре населения русские составляли 100 %.

## Улицы
Уличная сеть села состоит из 4 улиц и 2 переулков.